# Thống Miêu Lĩnh
| Hệ/ Kỷ                                                                                   | Thống/ Thế                       | Bậc/ Kỳ                          | Tuổi (Ma) | Tuổi (Ma) |
| ---------------------------------------------------------------------------------------- | -------------------------------- | -------------------------------- | --------- | --------- |
| Ordovic                                                                                  | Dưới/Sớm                         | Tremadoc                         | trẻ hơn   | trẻ hơn   |
| Cambri                                                                                   | Phù Dung                         | Tầng 10                          | 485.4     | ~489.5    |
| Cambri                                                                                   | Phù Dung                         | Giang Sơn                        | ~489.5    | ~494      |
| Cambri                                                                                   | Phù Dung                         | Bài Bích                         | ~494      | ~497      |
| Cambri                                                                                   | Miêu Lĩnh                        | Cổ Trượng                        | ~497      | ~500.5    |
| Cambri                                                                                   | Miêu Lĩnh                        | Drum                             | ~500.5    | ~504.5    |
| Cambri                                                                                   | Miêu Lĩnh                        | Ô Lựu                            | ~504.5    | ~509      |
| Cambri                                                                                   | Thống 2                          | Tầng 4                           | ~509      | ~514      |
| Cambri                                                                                   | Thống 2                          | Tầng 3                           | ~514      | ~521      |
| Cambri                                                                                   | Terreneuve                       | Tầng 2                           | ~521      | ~529      |
| Cambri                                                                                   | Terreneuve                       | Fortune                          | ~529      | 541.0     |
| Ediacara                                                                                 | không xác định tầng động vật nào | không xác định tầng động vật nào | già hơn   | già hơn   |
| Phân chia kỷ Cambri theo ICS năm 2018. Các giai đoạn in nghiêng không có tên chính thức. |                                  |                                  |           |           |

Miêu Lĩnh hay Thống 3 trong niên đại địa chất là thế giữa của kỷ Cambri, và trong thời địa tầng học là thống giữa của hệ Cambri.
Thế Miêu Lĩnh tồn tại từ ~ 509 Ma đến 497 Ma (Ma: Megaannum, triệu năm trước). Nó được chia ra các bậc Tầng Ô Lựu, Tầng Drum và Tầng Cổ Trượng.
Thế Miêu Lĩnh kế tục Thống 2 kỷ Cambri, và tiếp sau là thống Phù Dung cùng kỷ Cambri.

## Địa tầng
Một số đề xuất về hóa thạch và phần loại đã được đưa ra trước khi nó được chính thức phê duyệt vào năm 2018. Các dấu hiệu hóa thạch hứa hẹn nhất được xem là lần xuất hiện đầu tiên tương ứng của một trong hai loài bọ ba thùy Ovatoryctocara granulata or Oryctocephalus indicus.
 Cả hai đều có tuổi gần với đầu thế, 509 Ma.
Sau một số cân nhắc, hóa thạch của Oryctocephalus indicus đã được chọn làm điểm đánh dấu ranh giới dưới và Hồ sơ tham chiếu chính thức (GSSP) được đặt ở Wuliu-Zengjiayan, Quý Châu, Trung Quốc.